# 片山広子

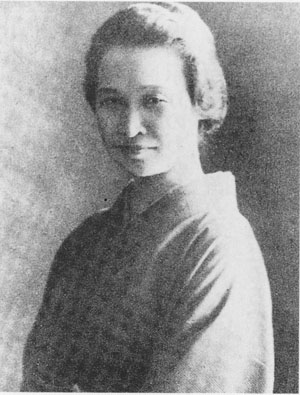
片山広子／松村みね子

片山 広子（片山 廣子、かたやま ひろこ、1878年〈明治11年〉2月10日 - 1957年〈昭和32年〉3月19日）は、日本の歌人、随筆家、アイルランド文学翻訳家（松村みね子名義）。

## 生涯
外交官・吉田二郎の長女として東京麻布で生まれる。妹は次子、弟は精一と東作。東洋英和女学校卒。佐佐木信綱に師事して歌人として活動。
短歌の作風は、「近代短歌史上類例の静謐にして孤独、高貴にして率直誠実な霊魂の響き」（藤田福夫）と評されているが、生前の明治・大正期の画壇では正当に評価されなかった。
また、松村みね子の筆名で、ジョン・ミリントン・シング、レディー・グレゴリー、W・B・イェーツ等のアイルランド文学を中心に翻訳も行う。アイルランド文学を本格的に日本に紹介した先駆的存在だったが、当時は一部の人にしか知られていなかった。
芥川龍之介晩年の作品『或阿呆の一生』の37章で「才力の上にも格闘できる女性」と書かれ、『相聞』で「君」と歌われたのは片山広子の事だと言われている。堀辰雄の『聖家族』の「細木夫人」、『菜穂子』の「三村夫人」のモデルとも言われている。
晩年の随筆集『燈火節』で、1954年度日本エッセイスト・クラブ賞を受賞した。墓所は染井霊園。
鶴岡真弓は、詩歌の創作と翻訳を通して日本語表現に新たな息吹をもたらし、日本語の可能性を広げた人物と高く評価している。

## 家族
夫・片山貞治郎、大蔵省を経て、日本銀行理事
1871生- 1920年（大正9年）3月14日没。
1899年（明治32年）に広子と結婚。50歳で死去。
息子・片山達吉（筆名：吉村鉄太郎）文芸評論家
1900年（明治33年）6月20日生 - 1945年（昭和20年）3月24日没。
東大法科卒業後、川崎第百銀行に就職。堀辰雄・神西清・川端康成らと、「文學」の創刊に参加。「文學」の発行元の第一書房の立て直しに奔走していた1945年（昭和20年）に自宅（南馬込4丁目、馬込文士村の一角）で、心臓病で倒れ45歳で急逝。
娘・総子（筆名：宗瑛）小説家
1907年（明治40年）8月2日生 - 1982年（昭和57年）10月没。
兄にしたがって1928年（昭和3年）、「山繭」4月号に『胡生の出発』を掲載。1929年（昭和4年）、「文學」11月号に堀辰雄の推賞を受け『プロテウスの倒影』を掲載後、5年間執筆活動を行う。商工省官僚・アイヌ語地名研究家の山田秀三と結婚後に筆を折った。75歳で死去。
堀辰雄の『聖家族』の絹子、『菜穂子』の菜穂子、『ルウベンスの偽画』のお嬢さんのモデルとなった人物で、堀は総子について「彼女の顔はクラシックの美しさを持っていた」と記している。

## 人物像・エピソード

### 写真嫌い
若い頃から大の写真嫌いで通しており歌会で集合写真を撮影する際にはそっと席を外したり、誘われると声を荒げて強く拒絶することもあったという。現存する写真としては見合い用に撮影した20歳の時のもの、長男達吉を抱いた23歳の時のもの、遺影にも使われた『現代短歌全集 第19巻』掲載の51歳の時のもの3枚しか確認されていなかった。

近年、撮影年月日不詳だが心の花同人との集合写真が発見・公開されている。

## 別荘
長野県軽井沢町には、前述の小説にも登場する片山広子の旧別荘が現存している。この別荘は元々アメリカ人宣教師トーマス・ウィンが1892年（明治25年）に建てたもので、現存する軽井沢最古の別荘と判明している。軽井沢ブループラーク(軽井沢町が町内の歴史的価値を持つ建造物などを認定し認定証とブループラークの銘板を町より授与されている)ハウス№651。

## 著書
- 『翡翠 歌集』（竹柏会出版部） 1916 - 第一歌集
- 『燈火節』（暮しの手帖社） 1953 - 随筆集
- 『野に住みて 歌集』（第二書房） 1954 - 第二歌集

### 没後新編
- 『燈火節』（鶴岡真弓解説、月曜社） 2004

随筆＋小説集。翻訳を除く散文作品を集めたもの。
「燈火節」全編＋雑誌掲載の随筆、小説、童話（レディー・グレゴリーの翻案含む）、雅文等を収録。
- 『野に住みて』（佐佐木幸綱解説、月曜社） 2006

短歌集＋資料編。生前の二歌集に加え、合同歌集や雑誌掲載の短歌、詩などを集成。
雑誌を広く調査・採録しており、収録歌数は約2800首と下記の全歌集より約330首多い。
月曜社版『燈火節』の刊行後に確認された随筆や別名義で書かれた作品、その他インタビュー記事や翻訳書の序文・あとがき、歌評なども収録。資料編として同時代人の回想や年譜・書誌が付く。
- 『新編 燈火節』（梨木香歩解説、月曜社） 2007

暮しの手帖社『燈火節』を底本に、大正から昭和初期に雑誌発表された随筆八編を加えた普及版。
- 『片山廣子全歌集』（秋谷美保子編、現代短歌社） 2012

生前の二歌集に加え、合同歌集や雑誌掲載の短歌、廣子長男の片山達吉の机中から発見された未発表作品などを収録。
親族の証言を多く含む年譜、初句二句索引、編者あとがきを付す。なお編者は、廣子実兄の孫である。
書名は「全歌集」だが、収録歌数は「野に住みて」月曜社より少ない。ただし本書にのみ収録の短歌もある。
- 『片山廣子随筆集 - ともしい日の記念』（早川茉莉編、ちくま文庫） 2024

随筆＋短歌。単行版未収録の2作品も追加。

## 翻訳
- 『船長ブラスバオンドの改宗』(ショオ、竹柏会） 1915
- 『いたづらもの』(シング、東京堂書店） 1917
- 『ダンセニイ戯曲全集』(警醒社書店） 1921
- 『愛蘭戯曲集 第1巻』(松村みね子名義、玄文社出版部） 1922
- 『シング戯曲全集』(松村みね子名義、新潮社） 1923
- 『かなしき女王』(フイオナ・マクラオド、松村みね子名義、第一書房） 1925
- 『カッパのクー アイルランド伝説集』(片山広子名義、オケリーほか編、岩波少年文庫） 1952、復刊 1992
- 『鷹の井戸』(イェーツ、角川文庫） 1953、復刊 1989
- 『海に行く騎者』(シング、角川文庫） 1956
- 『かなしき女王 ケルト幻想作品集』(沖積舎） 1989、新版 1999
- 『ダンセイニ戯曲集』(沖積舎） 1991、新版 2018
- 『シング戯曲全集』(沖積舎） 2000
- 『かなしき女王 ケルト幻想作品集』(ちくま文庫） 2005

短篇12篇＋「戯曲 ウスナの家」
- 『火の後に - 片山廣子翻訳集成』(井村君江解説、幻戯書房） 2017
- 『片山廣子幻想翻訳集 - ケルティック・ファンタジー』(未谷おと編、幻戯書房） 2020

### 評伝・研究書
- 『片山廣子 孤高の歌人』（清部千鶴子、短歌新聞社） 1997
- 『片山廣子　思ひいづれば胸もゆるかな』（古谷智子、本阿弥書店） 2018
- 『片山廣子短歌研究』（清水麻利子、KADOKAWA） 2019

### 小説
- 『越し人 芥川龍之介 最後の恋人』（谷口桂子、小学館） 2017